# Rajd Północnego Słońca 1960
Rajd Północnego Słońca 1960 (11. Svenska Rallyt till Midnattssolen) – 11 edycja rajdu samochodowego Rajd Północnego Słońca rozgrywanego w Szwecji. Rozgrywany był od 13 do 18 czerwca 1960 roku. Była to szósta runda Rajdowych Mistrzostw Europy w roku 1960.

## Klasyfikacja rajdu
| Miejsce                      | Kierowca                     | Pilot                        | Samochód                      | Czas                         | Strata                       |                              |
| Klasyfikacja generalna i ERC | Klasyfikacja generalna i ERC | Klasyfikacja generalna i ERC | Klasyfikacja generalna i ERC  | Klasyfikacja generalna i ERC | Klasyfikacja generalna i ERC | Klasyfikacja generalna i ERC |
| ---------------------------- | ---------------------------- | ---------------------------- | ----------------------------- | ---------------------------- | ---------------------------- | ---------------------------- |
| 1.                           | Carl-Magnus Skogh            | Rolf Skogh                   | Saab 96                       | 2:09                         | 0.0                          |                              |
| 2.                           | Harry Bengtsson              | Erik Pettersson              | Porsche 356 B                 | 2:36                         | +27                          |                              |
| 3.                           | Gunnar Andersson             | Carl Lohmander               | Volvo PV 544                  | 3:14                         | +1:05                        |                              |
| 4.                           | Rolf Carlsson                | Lennart Asplund              | Volvo PV 544                  | 3:21                         | +1:12                        |                              |
| 5.                           | Hans Ingier                  | Thorbjørn Berntsen           | Volvo PV 544                  | 3:52                         | +1:43                        |                              |
| 6.                           | Bertil Söderström            | Bo Ohlsson                   | Volkswagen Käfer Typ 122 1200 | 3:58                         | +1:49                        |                              |
| 7.                           | Erik Berger                  | Billy Skogløf                | Fiat 2300                     | 4:13                         | +2:04                        |                              |
| 8.                           | Berndt Jansson               | Arne Mars                    | Volkswagen Käfer Typ 122 1200 | 4:32                         | +2:23                        |                              |
| 9.                           | Rune Larsson                 | Bror Hultgren                | Volkswagen Käfer Typ 122 1200 | 4:56                         | +2:47                        |                              |
| 10.                          | Henry Karlsson               | Hans Lundin                  | Auto Union 1000 S             | 5:00                         | +2:51                        |                              |